# Nielbark
Nielbark – wieś w Polsce, położona w województwie warmińsko-mazurskim, w powiecie nowomiejskim, w gminie Kurzętnik.
W latach 1954–1961 wieś należała i była siedzibą władz gromady Nielbark, po jej zniesieniu w gromadzie Kurzętnik. W latach 1975–1998 miejscowość administracyjnie należała do województwa toruńskiego.
| SIMC    | Nazwa  | Rodzaj    |
| ------- | ------ | --------- |
| 1045281 | Kaługa | część wsi |
| 1045418 | Okop   | część wsi |

## Historia
Po raz pierwszy wieś była wzmiankowana w 1324 roku jako miejscowość leżąca na terenie biskupstwa chełmińskiego. Podczas wojny w 1414 roku według krzyżackich ksiąg szkodowych we wsi spalono 35 zabudowań. W 1517 roku wzmiankowano istnienie we wsi młyna. Kierownikiem szkoły powszechnej był przed 1939 rokiem Józef Trzebiatowski. 

## Zabytki
- Grodzisko – na wschód od wsi widoczne są zbudowanego przez Piastów wały średniowiecznego grodziska z XI wieku[6] zlokalizowanego na krawędzi cypla wysoczyzny morenowej w otoczeniu stosunkowo głębokich dolin. Wały ziemne wznoszą się na około 20 m powyżej podstawę formy i 4–5 metrów powyżej poziomu majdanu. Trzon grodziska został zniekształcony przez eksploatację głazów i kamieni, które wydobywali Niemcy w czasie II wojny światowej pod budowę pobliskiej drogi. Gród ten razem z grodami w Przedzamczu koło Kwidzyna i grodem w Szynwałdzie przypuszczalnie zabezpieczał Ziemię chełmińską od strony Prus[6].